# Christian Lindner
Christian Wolfgang Lindner (ur. 7 stycznia 1979 w Wuppertalu) – niemiecki polityk, poseł do Bundestagu, w latach 2013–2025 lider Wolnej Partii Demokratycznej (FDP), w latach 2021–2024 minister finansów w rządzie Olafa Scholza.

## Życiorys
Ma częściowo polskie pochodzenie; jedna z jego prababek urodziła się w Krotoszynie, na emigracji w Niemczech poznała przyszłego męża pochodzącego z okolic Kalisza.
Christian Lindner uzyskał magisterium na Uniwersytecie w Bonn, na którym studiował nauki polityczne, prawo publiczne i filozofię. W latach 1997–2004 prowadził własną działalność gospodarczą w branży reklamowej. W 1995 wstąpił do Wolnej Partii Demokratycznej, w 1998 wszedł w skład władz partii w Nadrenii Północnej-Westfalii, a w 2002 został przewodniczącym struktur ugrupowania w powiecie Rheinisch-Bergischer Kreis. W latach 2000–2009 sprawował mandat posła do landtagu. Od 2004 do 2010 był sekretarzem generalnym FDP w Nadrenii Północnej Westfalii, w 2007 dołączył do zarządu krajowego partii.
W 2009 uzyskał mandat posła do Bundestagu, w tym samym roku powołany na sekretarza generalnego federalnych struktur FDP. Z tej ostatniej funkcji ustąpił w grudniu 2011 na skutek konfliktu wewnątrz ugrupowania. W 2012 został przewodniczącym Wolnej Partii Demokratycznej w Nadrenii Północnej-Westfalii. W wyborach regionalnych w tym samym roku prowadzone przez niego ugrupowanie uzyskało relatywnie dobry wynik (8,6%). Christian Lindner złożył wówczas mandat posła do Bundestagu, przechodząc do pracy w landtagu (mandat poselski utrzymał w 2017).
W grudniu 2013, trzy miesiące po wyborach federalnych, w których FDP nie przekroczyła wyborczego progu, zastąpił Philippa Röslera na stanowisku przewodniczącego partii. W wyniku wyborów w 2017 kierowana przez niego partia ponownie znalazła się w niższej izbie federalnego parlamentu, a jej lider został wybrany na deputowanego. W 2021 uzyskał mandat posła na kolejną kadencję.
Po wyborach w 2021 kierowani przez niego liberałowie zawiązali koalicję rządową z Socjaldemokratyczną Partią Niemiec i Zielonymi. W grudniu 2021 w nowo utworzonym rządzie Olafa Scholza Christian Lindner objął stanowisko ministra finansów. W 2024 doszło do sporów w koalicji dotyczący m.in. polityki budżetowej. 7 listopada na wniosek kanclerza Olafa Scholza został odwołany ze stanowiska ministra; zdymisjonowani zostali wówczas także inni przedstawiciele FDP. W lutym 2025, wkrótce po przedterminowych wyborach, w których FDP nie przekroczyła progu wyborczego, Christian Lindner zapowiedział odejście z bieżącej polityki. Partią kierował do maja tegoż roku, kiedy to na funkcji przewodniczącego zastąpił go Christian Dürr.

## Życie prywatne
W latach 2011–2020 był żonaty z dziennikarką Dagmar Rosenfeld; małżeństwo zakończyło się rozwodem. W 2022 Christian Lindner zawarł związek małżeński z Francą Lehfeldt.